# Ракитница (област Видин)
Вижте пояснителната страница за други значения на Ракитница.
Ракѝтница е село в Северозападна България. То се намира в община Брегово, област Видин.

## История
В края на XVIII и началото на XIX век в селото се установяват значителен брой преселници от Тетевенско, но с времето характерният им централен балкански говор е изгубен. Получило е името си от растението ракита (Salix viminalis).
През 1900 г. наброявало 1125 жители. Освен с полевъдство населението се занимавало и със зеленчукопроизводство, с което снабдявало много околни села. Към българската махала се присъединява и влашка на заселници от Западна Влахия. До 1905 г. въпреки че били част от едно село двете махали били разделени, всяка със своя говор и обичаи, но впоследствие чрез женитби населението се обединява. През 1926 г. селото има 1759 жители с 280 домакинства и обработваема площ 11270 дка
Иконостасът на храма „Света Троица“ е дело на дебърски майстори от рода Филипови.
При акцията на комунистическия режим за масово изселване на политически неблагонадеждни на 2 срещу 3 август 1950 година един младеж от селото е убит. През тази и следващата година 9 семейства (31 души) от селото са принудително изселени.

## Население
Преброяване на населението през 2011 г.
Численост и дял на етническите групи според преброяването на населението през 2011 г.:
|                     | Численост | Дял (в %) |
| Общо                | 403       | 100,00    |
| Българи             | 398       | 98,75     |
| Турци               | 0         | 0,00      |
| Цигани              | 0         | 0,00      |
| Други               | 0         | 0,00      |
| Не се самоопределят | 0         | 0,00      |
| Неотговорили        | 1         | 0,24      |

## Културни и природни забележителности
Извор с лековита вода – КОДИЦА, дебит около 5 л/сек

## Редовни събития
Ежегоден събор провеждан през месец юни на празника „Свети Дух“.